# Manuel Valledor Pinto
Manuel Valledor Pinto, abogado, político liberal y agricultor chileno. Nació en Nancagua, Chile y fue bautizado en Santiago, el 13 de marzo de 1824. Falleció en Santiago el 28 de noviembre de 1899. Hijo del asturiano-gallego Manuel Valledor Blanco y Josefa Pinto Díaz, hermana del ex Presidente Francisco Antonio Pinto Díaz.
Educado en el Instituto Nacional, en Inglaterra, y en la Facultad de Leyes de la Universidad de Chile, donde juró como abogado el 3 de septiembre de 1863. Casó con la inglesa Emily Lucretia Wynne en París en 1858, con la que tuvo un hijo, el escritor Manuel Francisco Valledor Wynne. Al poco tiempo enviudó y casó por segunda vez con Mercedes Sánchez Fulner en Santiago en 1860, con la que tuvo ocho hijos, entre ellos el poeta Gustavo Valledor Sánchez.
Militante del Partido Liberal Democrático y fue elegido Senador por Santiago (1897-1903), integrando la comisión permanente de Gobierno y Relaciones Exteriores.